# Province de Narciso Campero
La province de Narciso Campero est une des 16 provinces du département de Cochabamba, en Bolivie. Son chef-lieu est Aiquile. Son nom vient du nom du général Narciso Campero qui est président de la Bolivie de 1880 à 1884.
Elle se situe entre la Cordillère Orientale et la Cordillère Centrale.
Le territoire de la province est scindé en trois municipalités, soit celles d'Aiquile, de Pasorapa et d'Omereque. Quant à sa population, elle est de 37 011 habitants lors du recensement bolivien de 2001 et de 35 763 lors de celui de 2012. 